# Olocene
L'Olocene è l'epoca geologica più recente, quella in cui ci troviamo e che ha avuto il suo inizio convenzionalmente circa 11 700 anni fa.
L'Olocene è la seconda epoca del periodo Quaternario.

## Etimologia
Il termine Olocene deriva dal greco ὅλος (holos, del tutto, assolutamente) e καινός (kainos, recente).

## Datazione
L'inizio dell'Olocene è posto a 11 700 anni fa.
Il limite con l'epoca inferiore (il Pleistocene) è definito sulla base del decadimento del 14C (un isotopo radioattivo del carbonio) e coincide approssimativamente con il termine dell'ultima fase glaciale che ha interessato l'emisfero settentrionale.
Il periodo segue la Glaciazione Würm (nota anche come glaciazione baltico-scandinava o glaciazione weichseliana). L'intera durata è identificata, come stadio dell'isotopo marino, con il MIS 1 e può essere considerato un periodo interglaciale compreso nella glaciazione quaternaria, ovvero l’attuale era glaciale.

## Visione d'insieme
L’Olocene può essere suddiviso in cinque cronozone basate sulle fluttuazioni climatiche:
- Preboreale (ca. 10 ka – 9 ka a.C.), (ka= 1 000 anni)
- Boreale (ca. 9 ka – 7 ka),
- Atlantica (ca. 7 ka – 3,7 ka),
- Subboreale (ca. 3700 – 450 a.C.) e
- Subatlantica (450 a.C. – presente).

La civiltà umana moderna viene datata interamente dentro l'Olocene. La classificazione di Blytt-Sernander dei periodi climatici, definita inizialmente in base ai residui di muschio del genere Sphagnum, è adesso puramente di interesse storico. Lo schema era definito per il Nord Europa, ma ritenendo che i mutamenti climatici si applicassero a tutte le aree. I periodi dello schema includono alcune oscillazioni finali dell'ultimo periodo glaciale pre-Olocenico e classifica poi i climi della preistoria più recente.
I paleontologi non hanno ancora definito nessuno stadio faunistico per l'Olocene. Quando si rende necessaria una suddivisione, vengono di solito usati i periodi dello sviluppo tecnologico umano come il Mesolitico, Neolitico e l'Età del Bronzo. Tuttavia, i periodi di tempo a cui ci si riferisce con questi termini variano in funzione della differente comparsa di quelle tecnologie nelle diverse aree del mondo.
Climaticamente, l'Olocene può essere suddiviso equamente nei periodi Ipsotermico e Neoglaciale; il confine coincide con l'inizio dell'Età del Bronzo nella civiltà Occidentale. Secondo alcuni studiosi, una terza suddivisione, l'Antropocene, iniziò nel XVIII secolo, ma senza indicare se questa sia un'età compresa nell'epoca olocenica, oppure la segua.

## Paleogeografia

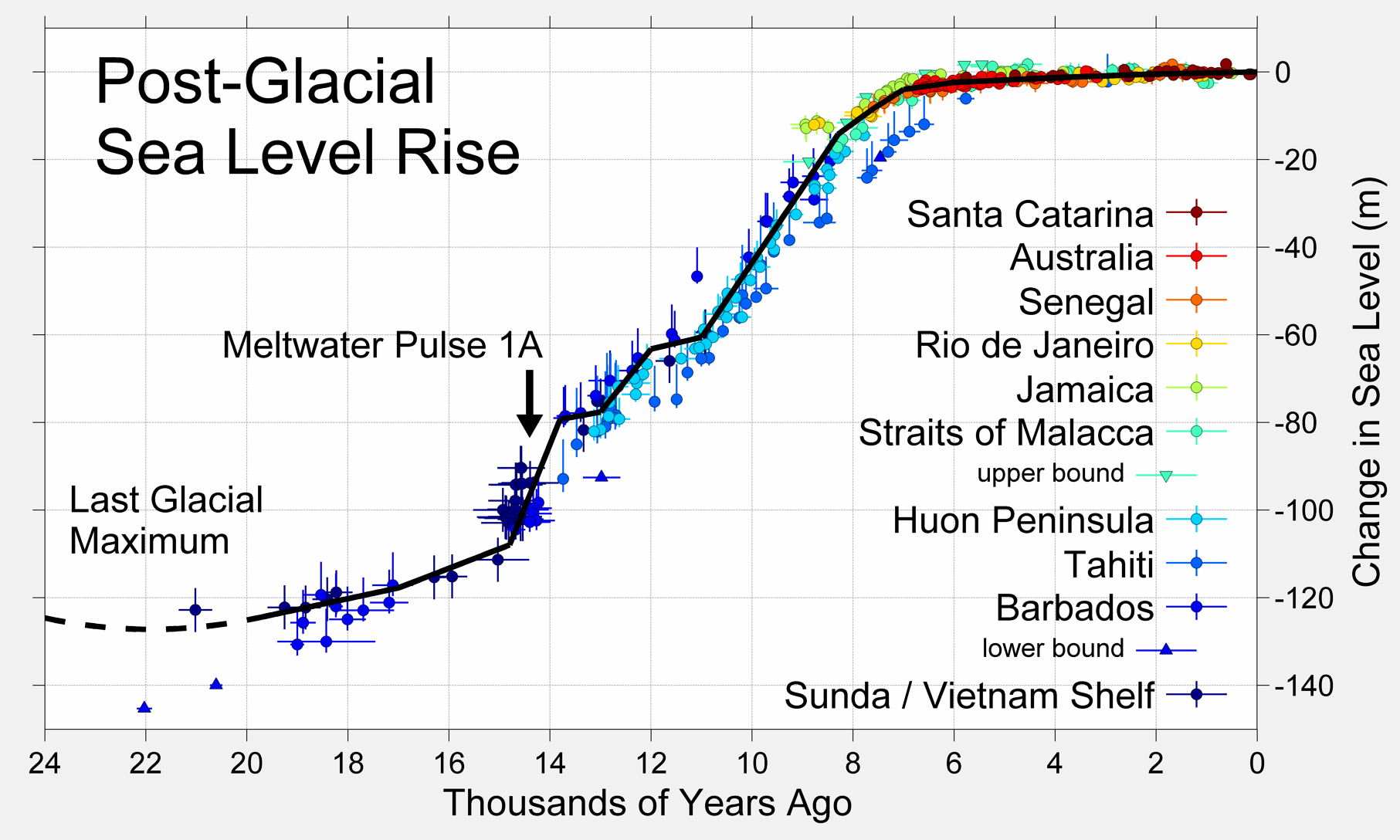
L'andamento del livello dei mari dopo l'ultima glaciazione.

Paleogeografia dell'Olocene.

La deriva dei continenti negli ultimi 10 000 anni è stata inferiore a un chilometro, che in termini geologici è uno spostamento pressoché irrilevante. Tuttavia, la fusione del ghiaccio causò un innalzamento del livello del mare di circa 20 m nella prima parte dell'Olocene e in totale di 120 m dall'ultima glaciazione. L'aumento del livello del mare non fu un processo lineare e uniforme, ma alternò fasi di rapido disgelo ad altre di scongelamento progressivo. La maggior parte della crescita delle acque è avvenuta prima di 6 000 anni fa.
- La prima fase, denominata impulso MWP-1A0, ebbe luogo 19 000 anni fa all'inizio del Pleistocene nel Dryas antico. In meno di 500 anni il livello del mare si alzò di 10-15 m, cioè al ritmo di 20 mm all'anno.
- Il secondo impulso (MWP-1A) si produsse tra 14 600 e 13 500 anni fa, durante la prima parte del riscaldamento Bølling-Allerød. In 500 anni la crescita fu di 16–24 m al ritmo di 40 mm all'anno.
- Il ritmo di scongelamento calò durante il freddo periodo del Dryas recente, tra 12 800 e 11 500 anni fa, quando la terra subì un nuovo episodio di raffreddamento durato 1 300 anni, che si ritiene legato alla circolazione termoalina instauratasi in seguito all'immissione di acqua dolce nell'Oceano Atlantico.[6] Alla fine di questo periodo si ebbe un altro periodo di disgelo (MWP-1B), compreso tra 11 500 e 11 000 anni fa quando il mare salì di ulteriori 25 m.
- Il quarto impulso si produsse tra 8 200 e 7 600 anni fa, probabilmente a seguito del prosciugamento del Lago Agassiz e del lago Ojibway che produsse un innalzamento del mare di un solo metro.

Da quest'ultimo episodio le variazioni significative del livello del mare sono cessate e negli ultimi 3 000 anni la crescita si è limitata a 0,1-0,2 mm all'anno. Tuttavia dal 1900 l'aumento è ritornato a 1–2 mm all'anno, mentre le rilevazioni del satellite TOPEX/Poseidon indicano che dal 1993 la crescita è di 3,1 ± 0,7 mm all'anno.
Le terre che erano emerse quando il livello del mare era più basso, avevano permesso una serie di collegamenti tra:

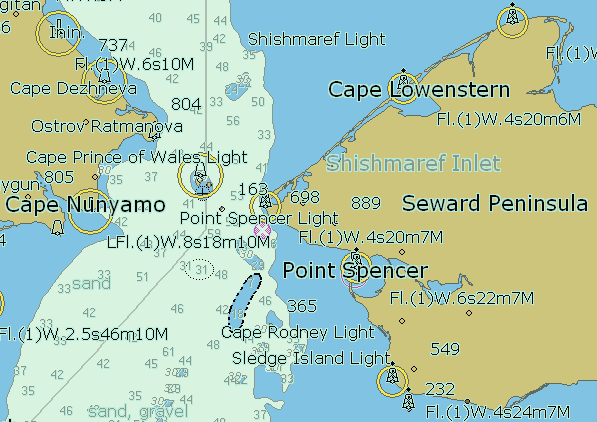
L'area dello stretto di Bering.

- Siberia e Alaska, collegate allora dal ponte di terra della Beringia, nell'area dell'attuale Stretto di Bering che è largo 85 km e con una profondità da 30 a 50 m.
- Le isole britanniche e il continente europeo, oggi separati dal Canale della Manica, con larghezza minima di 34 km e profondità di 26 m.
- Indonesia e Indocina. Lo Stretto di Malacca tra Malaysia e Sumatra ha una larghezza minima di 2,8 km e una profondità di 25 m. Lo Stretto della Sonda tra l'Isola di Giava e Sumatra ha una larghezza minima di 24 km e una profondità di soli 20 metri.
- Isole del Giappone: lo stretto de La Pérouse tra l'isola di Hokkaidō e l'isola di Sajalin ha una larghezza di 43 km e una profondità tra 20 e 40 m.
- Giappone e Siberia: lo Stretto dei Tartari tra l'isola di Sajalin e la Siberia ha una larghezza di 7,3 km e una profondità tra 51 e 118 m.
- Australia, Nuova Guinea e Tasmania. Lo Stretto di Torres tra Australia e Nuova Guinea misura 150 km di larghezza e ha una profondità di 30–50 m nella parte orientale e di soli 10-15 nella parte occidentale. Lo Stretto di Bass tra Australia e Tasmania ha una larghezza di 240 km e una profondità media di 50 m.

Molte aree oltre il 40º parallelo di latitudine nord che si erano abbassate a causa del peso dei ghiacciai del Pleistocene si risollevarono fino ad un'altezza di 180 m tra il tardo Pleistocene e l'Olocene; questo processo di sollevamento sta ancora continuando. L'innalzamento del livello del mare e la contemporanea depressione di alcune aree permise occasionali incursioni marine anche in aree che adesso sono molto distanti dal mare.
La ripercussione post-glaciale nella regione della Scandinavia risultò nella formazione del Mar Baltico. La regione continua a sollevarsi, causando ancora deboli terremoti da una parte all'altra dell'Europa Settentrionale. L'evento equivalente nel Nord America fu la ripercussione nella baia di Hudson, che si restrinse rispetto alla sua più grande fase post-glaciale del Mare di Tyrrell, per avvicinarsi ai suoi confini attuali.
Fossili marini dell'Olocene sono noti nel Vermont, Québec, Ontario e Michigan. In aggiunta a quelli associati alle incursioni marine temporanee alle alte latitudini, fossili dell'Olocene vengono ritrovati principalmente su fondi lacustri, pianure alluvionali, e depositi di grotte (speleotema). I depositi marini dell'Olocene lungo le linee costiere alle basse latitudini sono rari perché l'innalzamento del livello del mare durante il periodo supera ogni sollevamento di probabile origine non-glaciale.

## Clima

Variazioni della temperatura nell'Olocene.

Il clima è stato abbastanza stabile dopo l'inizio dell'Olocene. Le registrazioni fornite dalle carote di ghiaccio mostrano che prima dell'Olocene ci sono stati riscaldamenti globali e periodi gelati, ma che i mutamenti climatici divennero più regionali all'inizio del Dryas recente. Durante la transizione dall'ultima fase glaciale all'Olocene, l'inversione di freddo Huelmo/Mascardi nell'emisfero meridionale iniziò prima del Dryas recente, e il massimo flusso di calore si diresse da sud verso nord, tra 11 000 e 7 000 anni fa. Sembra che questo fosse influenzato dalla glaciazione residuale che rimase nell'Emisfero Settentrionale fino all'ultima data.
L'ipsotermico fu un periodo di riscaldamento in cui il clima globale divenne più caldo. Ad ogni modo, il riscaldamento non fu probabilmente uniforme nel mondo. Questo periodo finì circa 5 500 anni fa, quando le più arcaiche civiltà umane in Asia e in Africa iniziavano a fiorire, terminando con la discesa nel Neoglaciale. A quel tempo, il clima non era dissimile da quello attuale, ma ci fu un periodo leggermente più caldo dal X–XIV secolo noto come il periodo caldo medioevale. Questo fu seguito dalla piccola era glaciale, dal XIII o XIV secolo fino alla metà del XIX secolo, un periodo di raffreddamento significativo, sebbene non dappertutto così duro come nei periodi precedenti durante la neoglaciazione e con tre picchi negli anni 1650, 1770 e 1850.
Il riscaldamento dell'Olocene è un periodo interglaciale e non c'è ragione di credere che esso rappresenti la fine permanente dell'attuale era glaciale. È possibile che l'attuale riscaldamento globale della Terra possa risultare più caldo dello stadio eemiano, il quale raggiunse il suo picco più alto circa 125 000 anni fa e fu più caldo dell'Olocene. Per questa ipotesi si parla di un possibile super-interglaciale.
Rispetto alle condizioni glaciali, le zone abitabili si sono estese verso nord, pervenendo al loro punto più settentrionale durante l'ipsotermico. La più elevata umidità nelle regioni polari ha causato la scomparsa delle praterie boreali di steppa-tundra.

## Evoluzione ecologica
La vita animale e vegetale non si è evoluta molto durante il relativamente breve Olocene, mentre sono stati più importanti gli spostamenti nella sua distribuzione. Un numero di grandi animali, inclusi i mammut e mastodonti, tigri dai denti a sciabola come la Smilodon e l'Homotherium, e il bradipo gigante sparirono nel tardo Pleistocene e l'inizio dell'Olocene — specialmente in Nord America, dove gli animali che sopravvivevano altrove (inclusi cavalli e cammelli) andavano ad estinguersi. Questa estinzione della megafauna americana è stata da alcuni legata all'arrivo degli antenati degli Amerindi, sebbene la maggior parte degli studiosi affermino che vi contribuì anche il mutamento climatico, come pure l'evento di un bolide cometario sul Nord America che si è supposto abbia scatenato il Dryas recente.
Da una parte all'altra del mondo, gli ecosistemi nei climi più freddi, che erano precedentemente regionali, sono rimasti confinati nelle "isole" ecologiche ad altitudine più elevata.
L'evento di 8,2 ka, il breve periodo di freddo repentino documentato come un'escursione negativa nella registrazione del δ18O degli ultimi 400 anni, è il più importante evento climatico successo nell'epoca dell'Olocene, e può aver segnato una ripresa della coltre di ghiaccio. Si è pensato che questo evento sia stato causato dal drenaggio finale del Lago Agassiz, che era stato confinato dai ghiacciai, la cui enorme quantità di acqua dolce confluita nell'Oceano Atlantico spezzò la circolazione termoalina.
Le estinzioni di piante e animali sono continuate nell'Olocene e persistono anche nel ventunesimo secolo. Alcune delle estinzioni moderne sono attribuibili all'influenza dell'uomo e si caratterizzano per avvenire in un tempo relativamente breve (decine di migliaia di anni) in confronto alla maggior parte delle altre estinzioni e sembrerebbero caratterizzate da un tasso di estinzione più elevato, tanto che si parla di sesta estinzione di massa dopo i precedenti cinque grandi eventi.

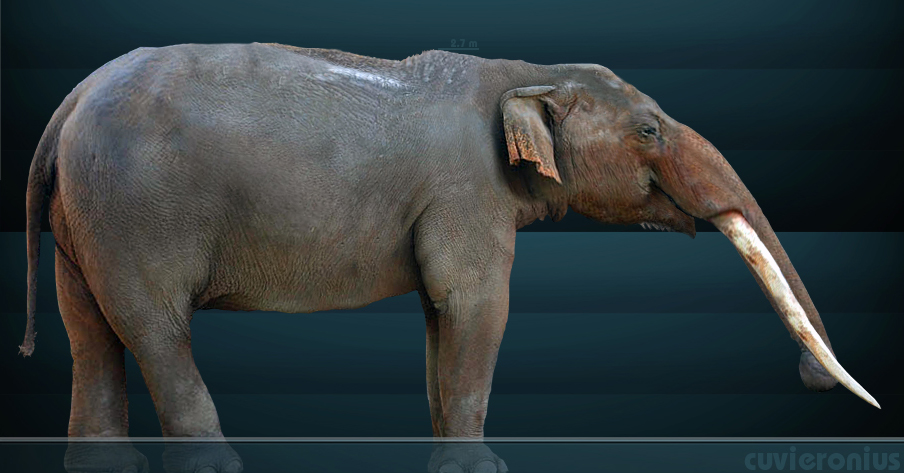
Cuvieronius †
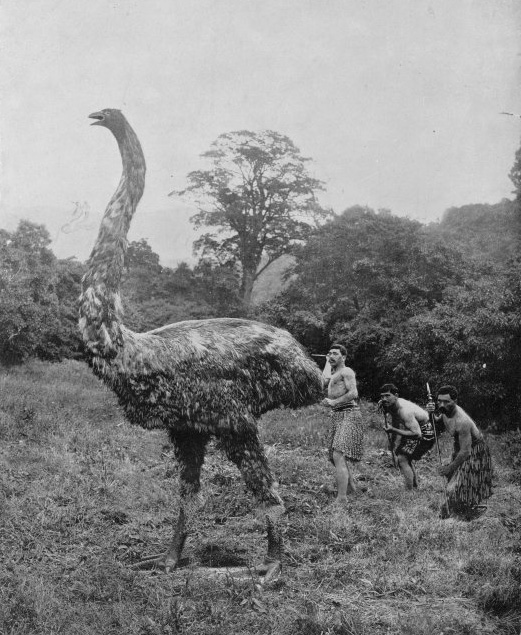
Moa † (Nuova Zelanda)
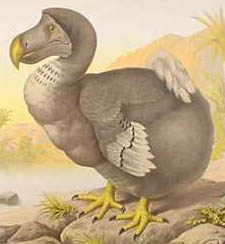
Dodo † (Isola Mauritius)
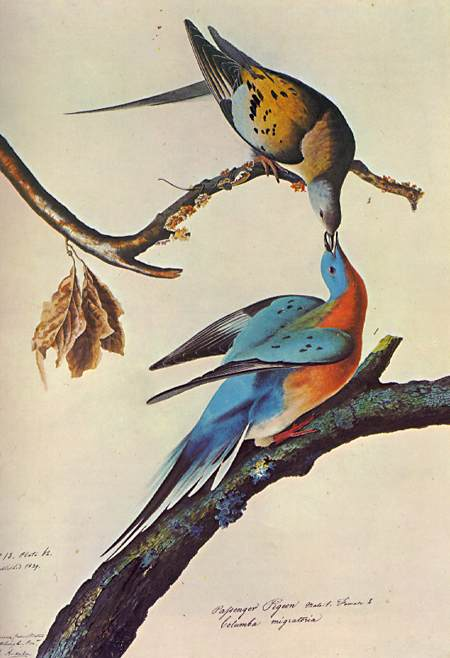
Piccione migratore † (USA)
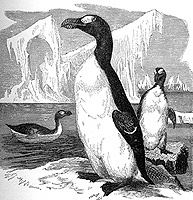
Alca impenne †
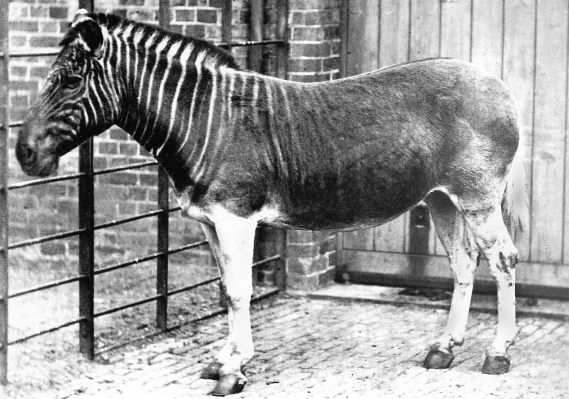
Quagga †
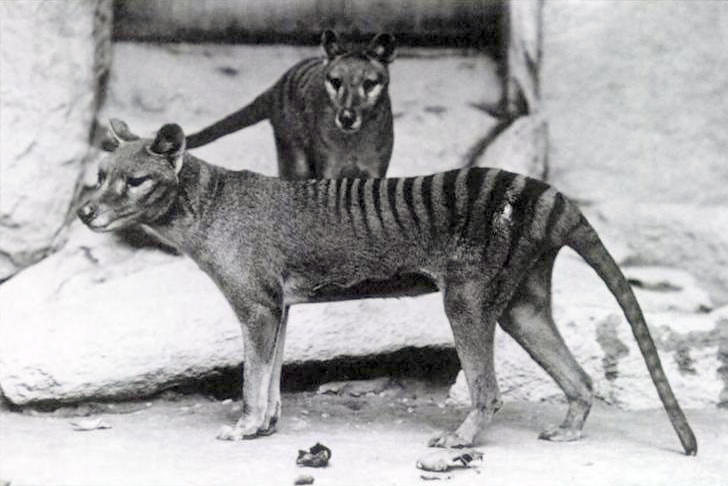
Tilacino †
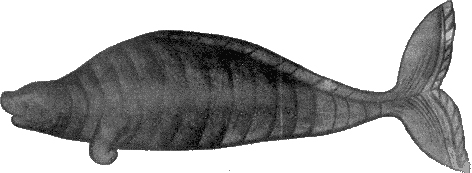
Vacca di mare di Steller †
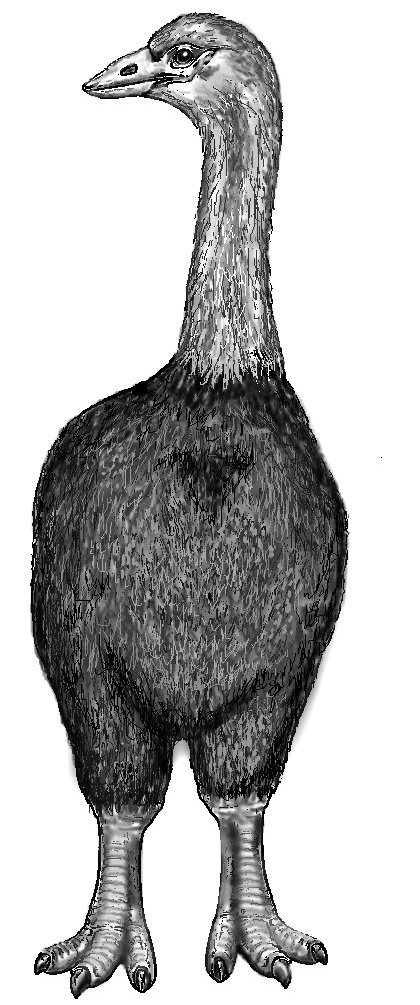
Epiornite †
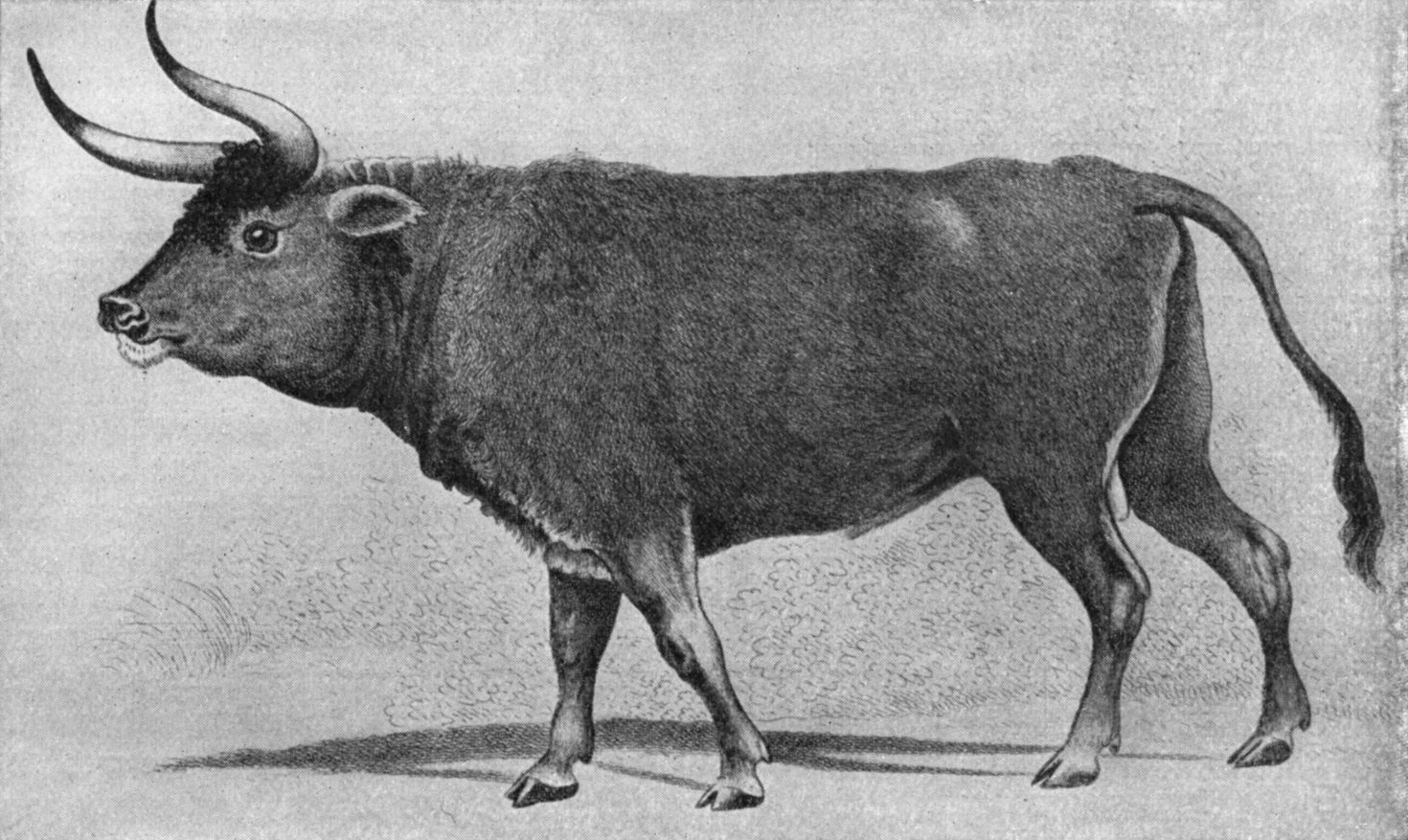
Uro †
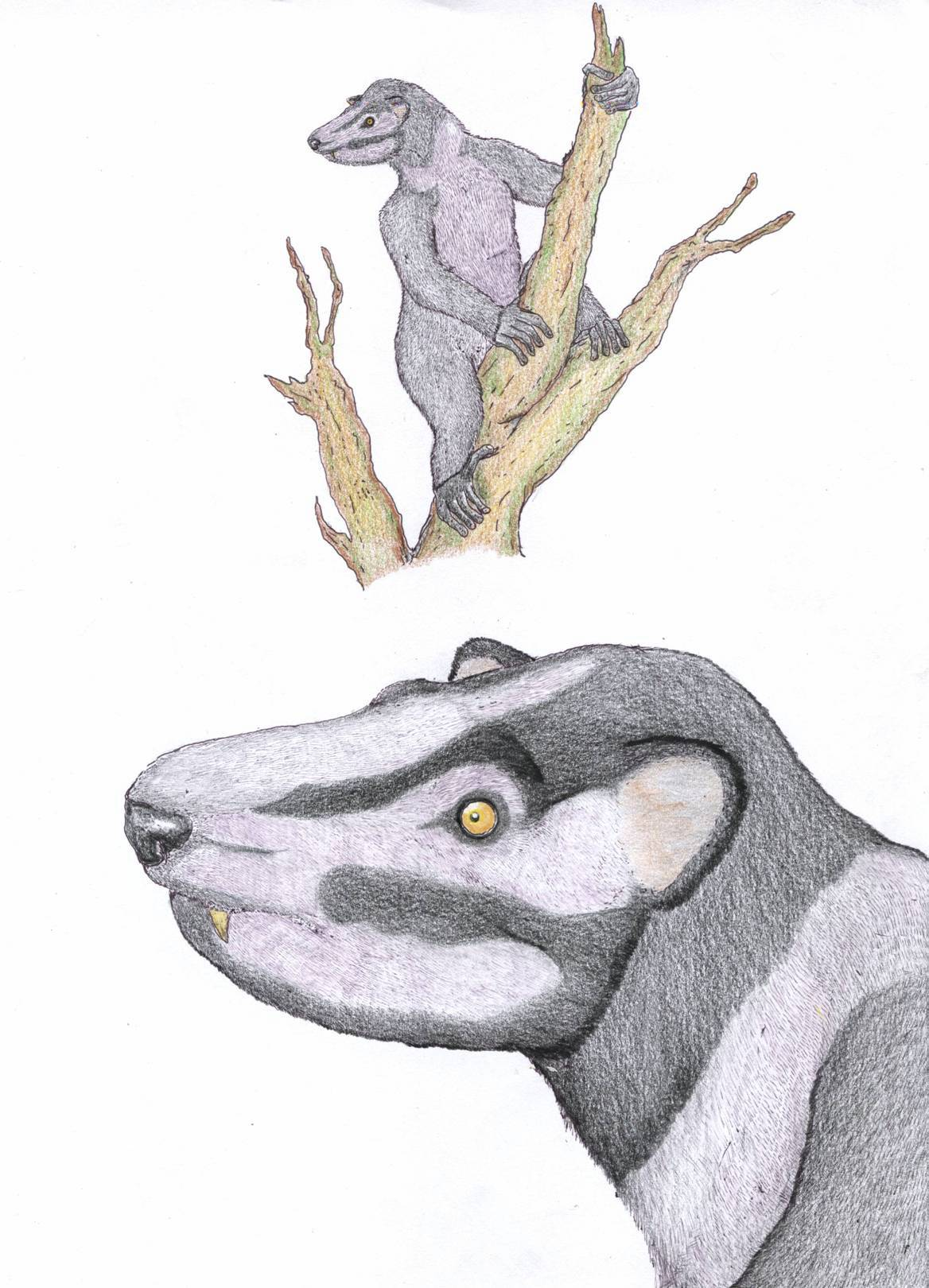
Megaladapis †
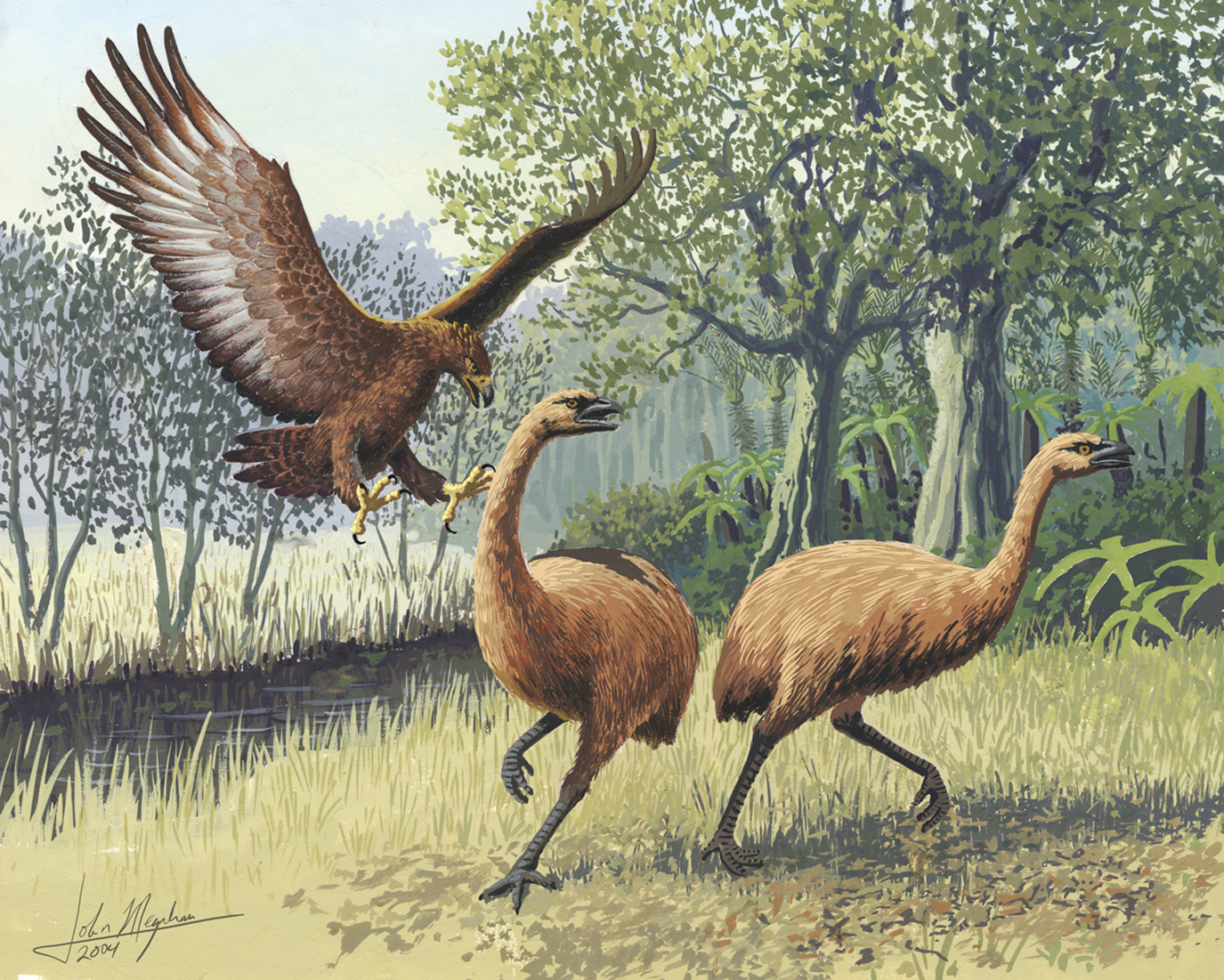
Aquila di Haast †

Tra le specie la cui estinzione è attribuibile all'uomo vengono indicate:
- Europa: uro; tarpán (un cavallo selvatico eurasiatico); alca gigante una creatura simile ad un pinguino; prolago sardo (un coniglio della Sardegna); Stambecco dei Pirenei.
- Asia: Vacca di mare di Steller.
- Africa: Quagga (una specie di zebra);Dodo (Isola Mauritius);
- Nordamerica: Parrocchetto della Carolina; Piccione migratore
- Sudamerica: Foca monaca dei Caraibi
- Australia: lupo della Tasmania
- Nuova Zelanda: Moa (uccello non volatore di 3 m di altezza e 250 kg di peso); Aquila di Haast;
- Indonesia: Tigre di Bali;

La Lista rossa IUCN raccoglie il numero e il tipo di specie estinte a partire dall'anno 1500 e quelle a rischio di estinzione.

## Evoluzione umana
L'epoca del definitivo sviluppo dell'Homo sapiens, l'unico sopravvissuto del genere Homo, e destinato a diventare in breve tempo con la sottospecie Homo sapiens sapiens l'essere dominante del pianeta.
I cambiamenti climatici provocarono una serie di rapidi progressi nell'evoluzione umana che fecero passare i nostri antenati da un'economia di caccia e raccolta a quella stanziale di coltivazione e allevamento. I piccoli gruppi nomadi cominciarono ad utilizzare dapprima i ripari naturali come grotte o caverne, poi a costruirsi un riparo artificiale di rami e foglie, di pelli, poi di legno, fango e pietre fino ad arrivare alle successive case.
Furono sviluppati i primi utensili in legno, osso, pietra ed infine metallo. Si prepararono lance, asce, arpioni, archi e frecce, coltelli, spade. Dall'addomesticamento del lupo derivò il cane, e si addomesticarono e allevarono altri animali utili per l'alimentazione come ovini, bovini, suini e cavalli.
L'inizio dell'Olocene corrisponde all'inizio dell'era Mesolitica nella maggior parte dell'Europa; ma nelle regioni come il Medio Oriente e l'Anatolia con una molto precoce neolitizzazione, l'Epipaleolitico viene preferito al posto del Mesolitico. Le culture in questo periodo includono: l'Amburghiana, la Federmesser e la cultura natufiana.
Entrambi sono seguiti dal Neolitico aceramico (Neolitico pre-ceramico A e Neolitico pre-ceramico B) e il Neolitico ceramico.

## Impatti cosmici
Nell'ambito dell'Olocene numerosi eventi meteoritici sono stati recentemente scoperti in Europa, come pure in zone come l'Oceano Indiano e nella remota Siberia (Evento di Tunguska). È stato congetturato che l'effetto di un impatto come quello rappresentato dal cratere di Burckle o dal campo di crateri del Chiemgau potrebbe drammaticamente colpire la civiltà umana nella sua prematura storia con la creazione di megatsunami, forse evocando il diluvio o storie di inondazioni come quella di Noè. Un effetto di dilavamento prodotto da tali onde può erompere in lembi di terra con improvvise e massicce erosioni, insieme a violenti mutamenti meteorologici.